# Rocky Lynch

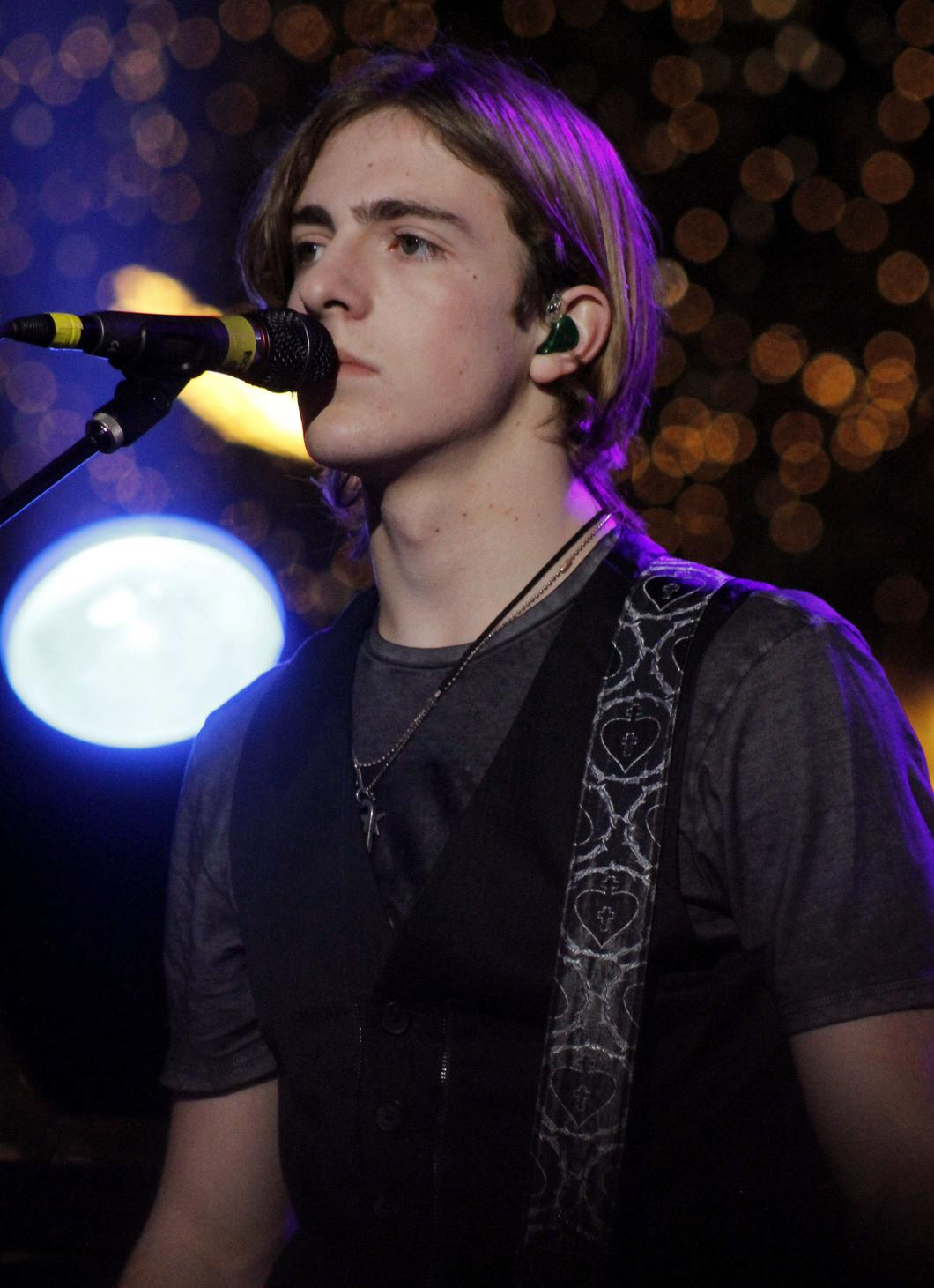
Rocky Lynch (2012)

Rocky Mark Lynch (* 1. November 1994 in Littleton, Colorado) ist ein US-amerikanischer Sänger, Gitarrist und Schauspieler, bekannt durch seine Band R5, in welcher er von 2010 bis 2018 Mitglied war.

## Musiker
Rocky Lynch ist eines der Gründungsmitglieder der Band R5, die er zusammen mit seinen Geschwistern und einem Freund namens Ellington Lee Ratliff gründete. Rocky übernahm in dieser hauptsächlich den Part der Lead-Gitarre. Die Band veröffentlichte am 9. März 2010 ihre erste EP mit dem Titel Ready Set Rock. Im April 2012 gab die Band bekannt, dass sie einen Plattenvertrag bei Hollywood Records erhalten haben. Am 19. Februar 2013 veröffentlichte R5 ihre zweite EP namens Loud. In den darauffolgenden Jahren folgten weitere Alben, bis die Band 2018 beschloss eine Pause einzulegen.
Nach dem aus, hat Rocky, gemeinsam mit seinem Bruder Ross, eine neue Band namens The Driver Era gegründet. Sie veröffentlichten ihre Debüt-Single „Preacher Man“ im März 2018. Danach folgten vier weitere Songs. Darunter „LOW“, ein Song den Rocky komplett alleine schrieb, produzierte und sang. Im Juni 2019 veröffentlichen die Brüder ihr erstes Album „X“.

## Schauspieler
Sein Schauspieldebüt hatte Lynch 2009, als er in einer Folge der Show "So You Think You Can Dance" als er selbst zu sehen war. Außerdem hat sich Lynch 2010 für die Rolle des Austin Moon in der Disney Serie Austin und Ally beworben, diese verlor er allerdings an seinen jüngeren Bruder Ross Lynch. Im selben Jahr war er in dem Kurzfilm "NASA: Exploration Space – Explorers Wanted"" zu sehen.